# Document no.9
A szócikk címe technikai okok miatt pontatlan. A helyes cím: document #9.
A document #9 – a split personality című kislemez a Pg. 99 és a City Of Caterpillar zenekar közösen megjelentetett anyaga. A Pg. 99 részéröl két olyan hanganyag került rá, amint zenei pályafutásukban már megszokott hangzásba nem igazán lehet beilleszteni, mivel ismét egy olyan számot hallhatunk ahol Brandon hangját hallani. Saját diszkográfiájukban ez a két szám a "document #9" néven fut. City Of Caterpillar oldalán 2 darab energikus, jól megszokott hangzású screamo nótákat hallhatunk.

## Lemeznyomási adatok
Level-Plane 7" LP14: 10 db tesztnyomás 
- Első nyomás: 114 db márvány-világoskék színű lemezben, ebből 65 db fehér borítóval
- Második nyomás: fekete
- Harmadik nyomás: 500 db márványszürke
- Negyedik nyomás: 300 db márvány-sötétzöld

## Számok listája
A oldal (Pg. 99)
1. the lonesome waltz of leonard cohen (3:57)
2. the list (filth cover) (2:47)

B oldal (City Of Caterpillar)
1. an innocent face (0:53)
2. ghosts of shadows passing on city streets (4:56)